# Jan Teodorowicz
Jan Teodorowicz (ur. 10 lipca 1892, zm. 1940 w Kijowie) – kapitan audytor służby sądowej Wojska Polskiego, ofiara zbrodni katyńskiej.

## Życiorys
Urodził się 10 lipca 1892. Był synem Klemensa. Pochodził z rodziny polskich Ormian.
Ukończył studia prawnicze. Po odzyskaniu przez Polskę niepodległości został przyjęty do Wojska Polskiego. Został awansowany do stopnia kapitana służby sądowej ze starszeństwem z dniem 1 czerwca 1919. W latach 20. był kierownikiem Wojskowego Sądu Rejonowego Katowice. Po przeniesieniu w stan spoczynku, w 1928 jako emerytowany kapitan zamieszkiwał w miejscowości Klecza Górna.
Po wybuchu I wojny światowej, kampanii wrześniowej i agresji ZSRR na Polskę z 17 września 1939 został aresztowany przez funkcjonariuszy NKWD. Prawdopodobnie na wiosnę 1940 został zamordowany przez NKWD na obszarze okupowanym przez sowietów. Jego nazwisko znalazło się na tzw. Ukraińskiej Liście Katyńskiej opublikowanej w 1994 (został wymieniony na liście wywózkowej 56/4-71 oznaczony numerem 2913). Ofiary tej zbrodni zostały pochowane na otwartym w 2012 Polskim Cmentarzu Wojennym w Kijowie-Bykowni.